# Grīgorīs Mpithikōtsīs
Grīgorīs Mpithikōtsīs, (in greco Γρηγόρης Μπιθικώτσης, traslitterato anche come Grigoris Bithikotsis, IPA: [ɣriˈɣoris biθiˈkotsis] (Peristeri, 11 dicembre 1922 – Atene, 7 aprile 2005), è stato un cantautore greco.

## Biografia
Sin da giovane età iniziò a suonare il bouzouki. Nel 1959, conobbe Mikīs Theodōrakīs con quale iniziò una lunga collaborazione. Bithikotisis partecipò alla creazione di un nuovo genere musicale greco, che è venuto dopo il rebetiko, il laïkó.
Per le sue idee politiche di sinistra fu esiliato nell'isola di Makronissos.